# تاريخ الجدل الكالفيني - الأرميني
|                              |  |                         |
| جاكوب أرمينيوس (1560 - 1609) |  | جون كالفن (1509 – 1564) |

تاريخ الجدل الكالفيني - الأرميني، يبدأ في أوائل القرن السابع عشر في هولندا بنزاع لاهوتي مسيحي بين أتباع جون كالفين وجاكوب أرمينيوس، ويستمر حتى يومنا هذا بين بعض البروتستانت وخاصة الإنجيليين. وقد تركز الجدل حول مسألة الخلاص، وتشمل الخلافات حول الفساد الكلي، والقدر، والكفارة. بينما أُعطي الجدال شكله الكالفيني - الأرمينياني في القرن السابع عشر، نوقشت القضايا الجدلية المركزية المسيحية بشكل ما منذ نزاعات أوغسطينوس مع البيلاجيانيين في القرن الخامس.

## الجدل الخماسي

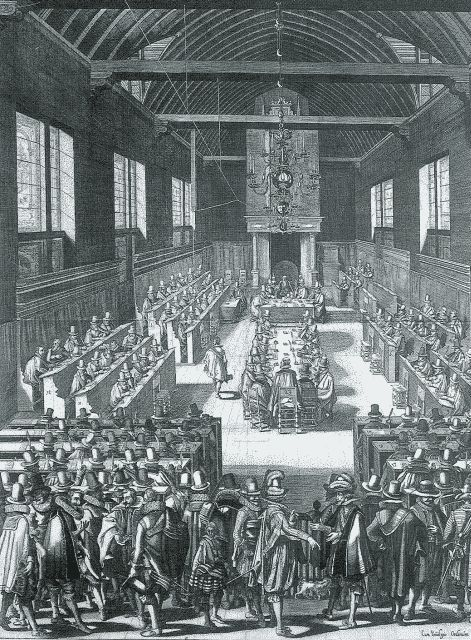
سينودس دورت (1618-1619) في رسم هولندي من القرن السابع عشر

الجدل الخماسي هو مصطلح يستخدم للإشارة إلى الصدامات اللاهوتية الرئيسية بين الكالفينية والأرمينيانية في الفترة من 1609 إلى 1618، وهو الوقت الذي كان للنقاش فيه إيحاءات سياسية خطيرة في هولندا. هذا الجدل هو الذي تناولته الكنائس الإصلاحية الهولندية في مجلس دورت الكنسي بين عامي 1618-1619، وهو الاجتماع الذي دُعي إليه ممثلو البروتستانت من الكنائس الإصلاحية في البلدان الأخرى. يشير مصطلح «الخماسي» (أي «ذات الصلة بخمس نقاط») إلى نقاط الخلاف التي أثارها الحزب الأرمينياني في نشره لخمس مواد من الاحتجاج عام 1610. تم رفضها من قبل المجلس الكنسي في «شرائع دورت» الصادر عن المجلس.
كان الجدل علامة على تحول الحركة الأرمينيانة إلى منظمة كنسية منفصلة مضطهدة في هولندا. بالنسبة للأرمينيانيين كان ذلك بداية الاضطهاد الكامل بعد فرض قانون، بينما أدى ذلك بالنسبة إلى الكالفينيين إلى الاستقرار في نقاط واضحة للعقيدة التي بدأها جون كالفين وأوضحها ثيودور بيزا.

## مراحل تاريخية

### أوغسطين وبيلاجيوس

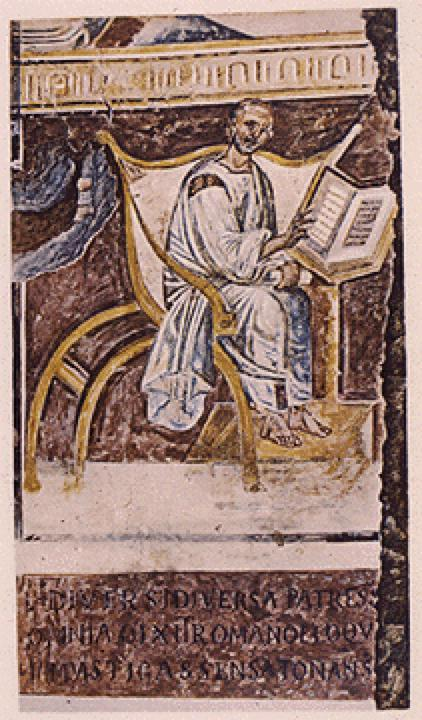
صورة من القرن السادس لأوغسطينوس (354-430) في كنيسة لاتران

كان بيلاجيوس راهبًا بريطانيًا سافر إلى روما حوالي عام 400 بعد الميلاد وشعر بالذهول من التراخي في السلوك داخل الكنائس. لمحاربة هذا النقص في القداسة بشر بإنجيل بدأ بالتبرير من خلال الإيمان وحده (في الواقع كان بيلاجيوس - وليس لوثر - هو من أضاف كلمة «وحده» إلى عبارة بولس) ولكنه انتهى بأنه من خلال الجهد البشري والأخلاق. لقد قرأ اعترافات القديس أوغسطينوس واعتقد أنها وجهة نظر جبرية ومتشائمة للطبيعة البشرية. ذهب أتباع بيلاجيوس - بما فيهم كاليستوس - إلى أبعد من معلمهم وأزالوا التبرير من خلال الإيمان، وأقاموا الخلاص القائم على الأخلاق والأعمال المعروف باسم البيلاجيانية. وتجدر الإشارة إلى أن الدليل التاريخي الوحيد لتعاليم بيلاجيوس أو أتباعه موجود من خلال كتابات اثنين من أقوى خصومه: أوغسطينوس وجيروم.
رداً على بيلاجيوس، تبنى أوغسطينوس نظامًا لاهوتيًا لا يتضمن الخطيئة الأصلية فقط (التي أنكرها بيلاجيوس)، ولكن أيضًا شكل من أشكال الجبرية. يؤكد بعض المؤلفين أن أوغسطينوس علم لتلاميذه مذاهب الكفارة المحدودة والنعمة التي لا تُقاوم،، تلك المبادئ التي ارتبطت لاحقًا بالكالفينية الكلاسيكية. ومع ذلك يصر آخرون على أن كتابات أوغسطينوس تتعارض مع هذه المذاهب. يؤكد النقاد أن جزءًا من فلسفة أوغسطينوس ربما يكون قد نشأ من خبرته في الفلسفة اليونانية - خاصة الأفلاطونية والمانوية - التي حافظت على نظرة عالية جدًا لروح الرجل ونظرة منخفضة جدًا لجسد الرجل. ضد الفكرة البيلاجيانية القائلة بأن الإنسان يمكن أن يفعل كل شيء بشكل صحيح، علم أوغسطينوس لتلاميذه أن الإنسان لا يستطيع فعل شيء صحيح. وهكذا - حسب رأيه - لا يمكن للإنسان حتى أن يقبل عرض الخلاص فيجب أن يكون الله هو الذي يختار لنفسه أفرادًا لينالوا الخلاص.
دافعت مجموعة من الأساقفة الإيطاليين بقيادة جوليان عن وجهة النظر البيلاجيانية ضد مفهوم الجبرية الأوغسطيني ولكن تم رفضه من قبل مجمع أفسس في 431م. في وقت لاحق سعت حركة رهبانية في جنوب بلاد الغال (فرنسا الحديثة) أيضًا إلى تفسير التعيين المسبق في ضوء معرفة الله المسبقة، ولكن موجة من الكتابات الأوغسطينية (النعمة والإرادة الحرة، التصحيح والنعمة، أقدار القديسين وهبة المثابرة) ساعدت في الحفاظ على السلطة البابوية لتلك المذاهب.

### شبه بيلاجيانية وشبه أوغسطينية
بعد وفاة أوغسطينوس، استمر شكل أكثر اعتدالًا من البيلاجيانية، والذي ادعى أن إيمان الإنسان كان عملاً من أعمال الإرادة الحرة دون مساعدة من نعمة داخلية مسبقة. انعقد مجلس اورانج الثاني (529) لمعالجة ما إذا كان من الممكن تأكيد هذا الشكل المعتدل من شبه البيلاجيانية أو ما إذا كان سيتم تأكيد مذاهب أوغسطينوس.
ويمكن اعتبار قرار المجلس «شبه أوغسطيني». لقد حدد أن الإيمان - على الرغم من كونه فعلًا حرًا - نتج من بداياته من نعمة الله التي تنير العقل البشري وتمكنه من الإيمان. ومع ذلك فقد أنكر أيضًا الاختيار المسبق الصارم معلنا: «نحن لا نؤمن بأن أي شخص قد تم تعيينه مسبقًا بسلطان الله لارتكاب الشر، ونقول أيضا بامتعاض تام أنه إذا كان هناك من يريدون أن يؤمنوا بشيء بهذا الشر، فإنهم أناثيما». حصلت الوثيقة على المصادقة البابوية.
استخدم المصلحون الكالفينيون شرائع المجلس لإثبات أن صياغاتهم للخطيئة الأصلية والفساد قد تم تدريسها بالفعل في وقت مبكر جدًا في الكنيسة. يشير اللاهوتيون الأرمينيانيون أيضًا إلى مجلس أورانج كوثيقة تاريخية تؤكد بشدة فساد الإنسان ونعمة الله السائدة ولكنها لا تقدم النعمة على أنها لا تُقاوم أو تلتزم بوجهة نظر أوغسطينية صارمة عن التعيين المسبق.

### توما الأكويني وويليام الأوكامي

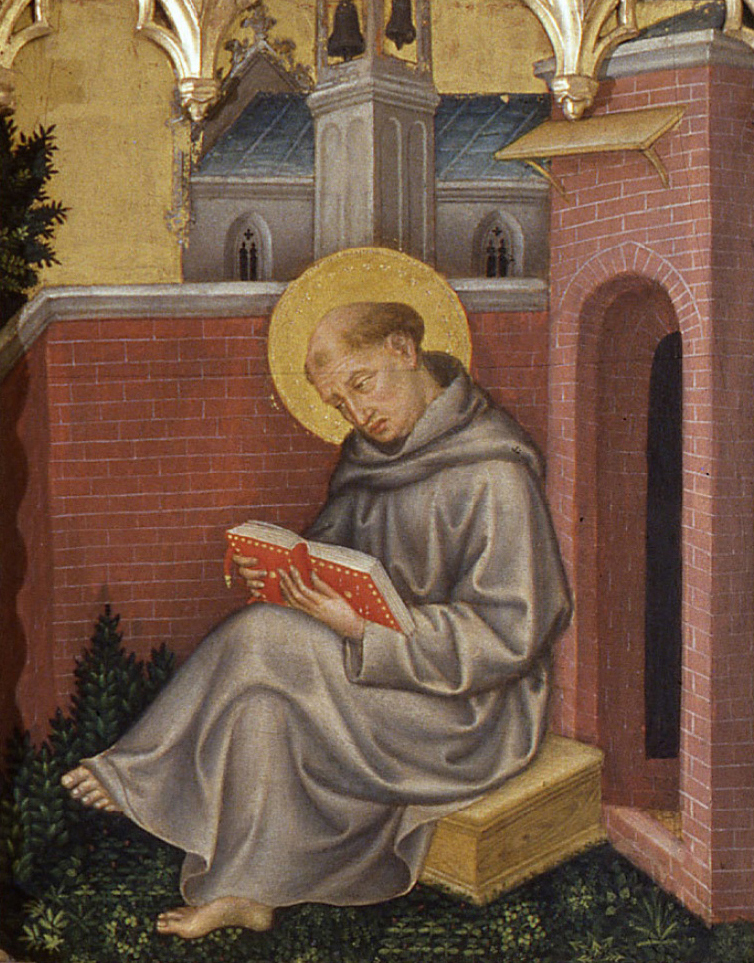
توماس الأكويني (1225-1274) في صورة شخصية، ، بقلم جنتيلي دا فابريانو

اعتبرت تعاليم أوغسطينوس عن النعمة الإلهية محكًا للأرثوذكسية داخل الكنيسة الغربية طوال العصور الوسطى. ومع ذلك - وفي سياق أوغسطيني - واصل اللاهوتيون مناقشة الطبيعة الدقيقة لله ومشاركة الإنسان في الخلاص، بالإضافة إلى محاولة إيجاد مكان لنظام الكنيسة الناشئ للأسرار المقدسة في المخطط العام للخلاص.
توما الأكويني، اللاهوتي الكاثوليكي الأكثر تأثيرًا في العصور الوسطى، علّم أنه منذ حالة سقوط الإنسان كانت هناك ثلاث خطوات للخلاص:
1. سكيب النعمة (infusio gratiae): يسكب الله النعمة في النفس البشرية - لدى المسيحي الآن إيمان ومعه القدرة على فعل الخير - هذه الخطوة هي بالكامل عمل الله ولا يقوم بها الإنسان، وبمجرد أن يكون لدى الإنسان إيمان، لا يمكن أبدًا أن يفقده تمامًا - ولكن الإيمان وحده لا يكفي للخلاص؛
2. الإيمان الذي يتشكل من المحبة (fides caritate formata): مع استعادة الإرادة الحرة للإنسان، يجب على الإنسان الآن أن يبذل قصارى جهده للقيام بالأعمال الصالحة من أجل تكوين إيمان منبثق من المحبة؛ ومن ثم:
3. استحقاق الجدارة (meritum de condigno): يقضي الله ويمنح الحياة الأبدية على أساس هذه الأعمال الصالحة التي أطلق عليها الأكويني الاستحقاق الشرعي للإنسان.

يعتقد الأكويني أنه بهذا النظام، صالح بين أفسس 2: 8: «بالنعمة تخلصون بالإيمان، وليس من أنفسكم: إنه عطية الله» ويعقوب 2:20: «الإيمان بدون أعمال ميت» و2:24: «الإنسان بالأعمال يبرر وليس بالإيمان فقط»، وقد قدم عرضًا لتعاليم الكتاب المقدس عن الخلاص بما يتوافق مع تعاليم أوغسطينوس.
تيار ثانٍ من فكر العصور الوسطى، يُشار إليهم عادةً باسم الأوكاميين على اسم ويليام الأوكامي، ومنهم دونس سكوت وجابرييل بيل، رفضوا نظام الأكويني باعتباره يدمر الإرادة الحرة للإنسان. جادل الأوكاميون بأنه إذا أحب الرجل الله لمجرد «نعمة مسكوبة»، فإن الإنسان لا يحب الله بحرية. لقد جادلوا بأنه قبل أن يتلقى الرجل حقنة النعمة، يجب على الإنسان أن يبذل قصارى جهده في حالة طبيعية (أي على أساس عقل الإنسان والحس الأخلاقي الفطري). لقد جادلوا بأنه مثلما يمنح الله الحياة الأبدية على أساس الجدارة المستحقة للإنسان لبذل قصارى جهده للقيام بالأعمال الصالحة بعد تلقي الإيمان كهدية من الله، كذلك فإن السكيب الأصلي للنعمة يُعطى للإنسان على أساس «الجدارة المتطابقة»، مكافأة على بذل الإنسان قصارى جهده في حالة طبيعية، على عكس الجدارة المستحقة، التي يستحقها الإنسان تمامًا، فإن الجدارة المتطابقة ليست مستحقة تمامًا، وتتضمن قدرًا من النعمة من جانب الله. ولذلك فإن الجدارة المتطابقة تسمى أحيانًا «نصف جدارة». وفقًا للأوكاميين: يمنح الله الرحيم الفرد جدارة متطابقة عندما يبذل قصارى جهده.
أتباع الأكويني يشار إليهم عادة باسم التوماويون، قد اتهموا الأوكاميين بالبيلاجيانية لإسناد سكيب النعمة على أعمال الإنسان. دافع الأوكاميون عن أنفسهم ضد اتهامات البيلاجيانية بالقول إن الله لم يكن ملزمًا بمنح حق النعمة على أساس الجدارة المتطابقة؛ بالأحرى كان قرار الله بمنح النعمة على أساس الجدارة المتطابقة عملاً كريماً بالكامل من جانب الله.
أدان مارتن لوثر في«التبرير بالأعمال» بشكل واضح الأوكامية. بعض أنصار الحركة المسكونية يجادلون بأن النظرة التوماوية للخلاص لا تعارض عرض لوثر للنعمة، ومنذ أن تم رفض الأوكامية من قبل الكنيسة الكاثوليكية في مجلس ترينت، قائلة انه لا يجب أن تشكل نظرية الخلاص عائقاً أمام لم شمل البروتستانت والكاثوليك. أصبحت التيارات الرئيسية للفكر الكاثوليكي الحديث حول لاهوت الخلاص هي التوماوية والمولينية، وهو لاهوت طوره عالم اللاهوت اليسوعي لويس مولينا في القرن السادس عشر، والذي يعتنقه اليوم أيضًا بعض الفلاسفة البروتستانت مثل وليام لين كرايغ وألفين بلانتينغا.
منذ رفضت الكنيسة الكاثوليكية الينسينية في إقرار يونيجينيتس (1713)، فقد كان من الواضح أن الكالفينية لا يمكن استيعابها داخل الكنيسة الكاثوليكية. من ناحية أخرى في حين أنه قد لا تتوافق الأرمينيانية تماما مع اللاهوت الكاثوليكي للخلاص، ولكن ربما يمكن استيعابها داخل الكنيسة الكاثوليكية، وهي الحقيقة التي أشار لها المعارضين البروتستانتيين للأرمينية في كثير من الأحيان. (على سبيل المثال ادعى أوغسطس توبلادي أن الأرمينيانية كانت «الطريق إلى روما»)

### مارتن لوثر وإيراسموس من روتردام

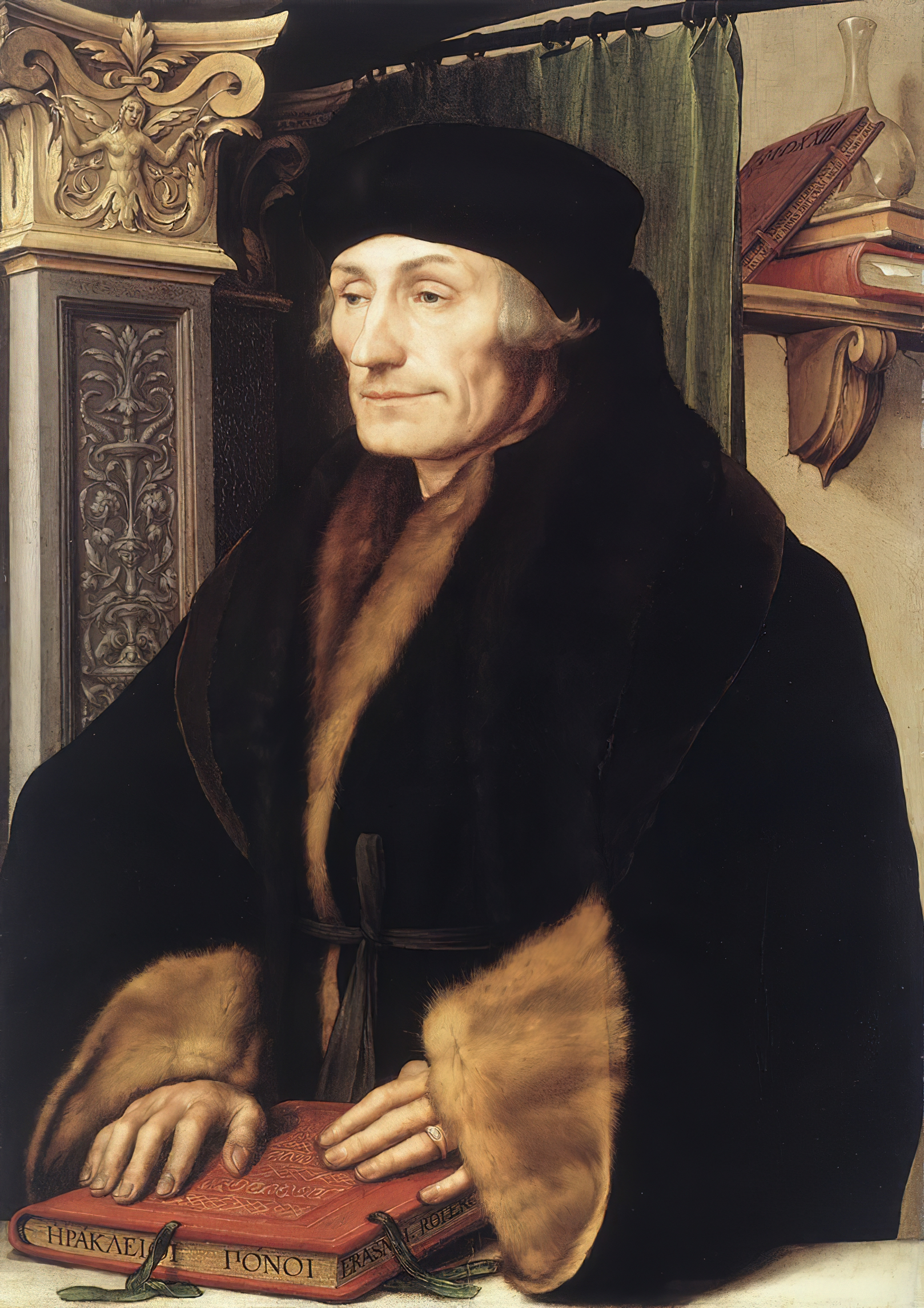
إيراسموس (1466 / 69-1536) في صورة عام 1523 بواسطة هانز هولباين الأصغر

كان مارتن لوثر راهبًا أوغسطينيًا في إرفورت. في كتابه «نزاع ضد اللاهوت المدرسي» في 4 سبتمبر 1517، دخل لوثر في جدل القرون الوسطى بين التوماويين والأوكاميين من خلال مهاجمة الموقف الأوكامي والاحتجاج أن الإنسان بطبيعته يفتقر إلى القدرة على فعل الخير الذي أكده الأوكاميون (وبالتالي ينكر أن الرجل يمكن أن يفعل أي شيء ليستحق الجدارة المتطابقة). يختلف العلماء المعاصرون حول ما إذا كان لوثر يقصد في الواقع انتقاد جميع المدرسيين في هذا الجدل أو إذا كان يقصد فقط الأوكاميين. مجادلا لصالح تفسير أوسع هو حقيقة أن لوثر ذهب إلى انتقاد الاعتماد على أرسطو في علم اللاهوت (كان أرسطو أساس اللاهوت التوماوي وكذلك الأوكامي). من المحتمل أن لوثر رأى إيمان الأكويني يحاكي الصيغ على أنها مجرد شكل أكثر حذرًا من البلاجيانية.  
واصل لوثر الدفاع عن هذه الآراء. في عام 1520 أصدر البابا ليو العاشر المرسوم البابوي الذي أدان الموقف الذي احتفظ به لوثر في نزاع هايدلبرغ عام 1518، وهو أن «الإرادة الحرة بعد السقوط هي شيء بالاسم فقط وعندما تفعل ما بداخلها، تخطئ على نحو قاتل».
دافع لوثر لاحقًا عن الاقتراح في دفاعه وشرح جميع المقالات التي أدانها ظلًا المرسوم الروماني لليو العاشر (1520) قائلاً إن "الإرادة الحرة هي في الحقيقة خيال... بلا حقيقة، لأنه لا قوة لأحد أن يخطط لأي شر أو خير. كما يعلم مقال ويكليف - الذي أدين في مجمع كونستانس -: "كل شيء يحدث بالضرورة المطلقة".
إيراسموس من روتردام، على الرغم من تعاطفه مع لوثر في البداية، كان رد فعله سلبًا على ما رآه في حتمية لوثر. في كتابه (كشف عن حرية الإرادة) عام 1524، رسم إيراسموس قيود الإرادة الحرة التي رأى لوثر يتبناها. على الرغم من أنه في بعض الأحيان بدا إيراسموس كالأوكاميين، لكنه في معظم الأحيان حاول تبني مسار وسط بين النعمة والإرادة الحرة، محاولًا تجنب أخطاء البيلاجيانيين والأوكامينيين من ناحية، ومن ناحية أخرى تجنب الخطأ "المانوي" للوثر وغيره من الأوغسطينيين الصارمين.
رد لوثر بكتابه (عن عبودية الإرادة) سنة 1525، حيث هاجم إيراسموس بشدة وجادل بأن الإنسان لم يكن حراً في فعل الخير. بالأحرى، طبيعة الإنسان الساقطة مستعبدة للخطيئة والشيطان ولا يستطيع الإنسان إلا أن يفعل الشر. الطريقة الوحيدة التي يمكن بها أن يخلص الفرد هي إذا اختار الله بحرية أن يعطي ذلك الشخص عطية الإيمان. أصبح موقف لوثر هو الموقف الذي تبنته الحركة البروتستانتية.

### أرمينيوس ومجلس دورت الكنسي
التحق جاكوب أرمينيوس بجامعة لايدن، وبعد خمس سنوات من التعليم سافر في أوائل ثمانينيات القرن الخامس عشر للدراسة في جنيف. كان ثيودور بيزا رئيس قسم اللاهوت في الجامعة هناك. دافع بيزا لاحقًا عن أرمينيوس بقوله «من الوقت الذي عاد فيه أرمينيوس إلينا من بازل، فقد وافق كل من حياته وتعليمه وقد أثبتوا أنفسهم أمامنا، ونأمل أن يكون في أفضل حال في جميع النواحي...» في وقت متأخر عام 1587 -في سن 28 - عاد أرمينيوس إلى أمستردام لتحقيق رغبته في أن يصبح قسًا.
كان دخول أرمينيوس في نقاش التعيين المسبق في أمستردام بعد عامين من عودته عندما طلب منه مسؤولو المدينة دحض الشكل المعدل من الترتيب المنطقي لقرارات الله لبيزا. وفقًا للتقاليد التاريخية، دراسة أرمينيوس للكتاب المقدس قادته إلى استنتاج أن الكتاب المقدس لا يدعم الكالفينية. يعتقد علماء آخرون أن أرمينيوس لم يقبل أبدًا آراء بيزا، حتى عندما كان طالبًا في جنيف. تجنب أرمينيوس الإضافة إلى الجدل باستثناء حادثتين تتعلقان بالرسائل في رومية 7 ورومية 9.
عندما حصل أرمينيوس على الدكتوراه وأستاذية اللاهوت في ليدن عام 1603، عاد الجدل حول الكالفينية إلى الحياة. ظهرت الخلافات حول الأقدار في وقت مبكر في الكنيسة الهولندية الإصلاحية، ولكن «كانت ذات طبيعة محلية، حيث حدثت بين اثنين من زملائها القساوسة، ولكن منذ تعيين أرمينيوس أستاذًا في جامعة ليدن (1603) انتقل إلى المكان الذي تم فيه تعليم وزراء المستقبل».
علّم أرمينيوس أن الجبرية الكالفينيي والاختيار غير المشروط جعلا الله صانع الشر. بدلاً من ذلك أصر أرمينيوس على أن اختيار الله كان اختيارًا للمؤمنين وبالتالي كان مشروطًا بالإيمان. علاوة على ذلك قال أرمينيوس إن معرفة الله المسبقة الشاملة لا تتطلب عقيدة الحتمية.
اعتقد أرمينيوس وأتباعه أن المجمع الوطني يجب أن يتشاور لكسب التسامح مع آرائهم. حافظ خصومه في الكنيسة المصلحية الهولندية على سلطة المجامع الكنسية المحلية وأنكروا ضرورة عقد مؤتمر وطني. عندما دعت دول هولندا الأطراف معًا، اتهم أرمينيوس من قبل خصومه - مثل زميله فرانسيسكوس جوماروس - ليس فقط بتدريس المذاهب التي تميز الأرمينيانية كما ستصبح لاحقا، ولكن أيضًا بأخطاء تخص سلطة الكتاب المقدس، والثالوث، والخطيئة الأصلية، وعمل الخلاص. نفى أرمينيوس هذه التهم مشيرًا إلى وجود اتفاق بينه وبين كل من كالفن والكتاب المقدس.
تمت تبرئة أرمينيوس من أي خطأ عقائدي. ثم قبل دعوة لحضور «مؤتمر ودي» مع جوماروس لكن حالته الصحية تسببت في إنهاء المؤتمر قبل الأوان. بعد شهرين، في 19 أكتوبر 1609، توفي جاكوبس أرمينيوس.

### ما بعد أرمينيوس ورد فعل الكالفيني
بعد وفاة أرمينيوس، ظهر يوهانس فتنبوغارت قسيس محكمة لاهاي، أحد أتباع البروفيسور «الذي كان على صف واحد معه بشكل عقائدي ولاهوتي، ولكن في مجال السياسة الكنسية كان مؤيدًا أكثر راديكالية». كان ينظر إلى هذا على أنه خيانة من جانب جوماروس، لأنه في وقت سابق من حياته المهنية (كوزير لأوتريخت) «قاوم فتنبوغارت نفوذ الدولة بكل قوته».
تدريجيا واجه المرشحون ذوو العقلية الأرمينيانية للرسامة صعوبات أكبر من أي وقت مضى. في امتحانات فصولهم لم يقتصر الأمر على الاشتراك في الاعتراف الهولندي وتعليم هايدلبرغ (وهو ما كان معظمهم على استعداد للقيام به)، «ولكن طُرح عليهم أسئلة تمت صياغتها بطريقة غامضة فلم تعد الإجابات ممكنة».
كرد فعل على هذا الضغط المتزايد، قام فتنبوغارت بتقديم احتجاج إلى الجنرال الحكومي في أواخر عام 1609، أوائل عام 1610. سلط «المحتجون» الضوء على خمسة جوانب من لاهوتهم:
1. الاختيار مشروط بالإيمان المتوقع؛
2. كفارة المسيح غير محدودة المدى؛
3. الفساد الكلي.
4. النعمة القوية والمقاومة؛
5. وجوب المثابرة وإمكانية الردة.

أعرب المعترضون أولاً عن عدم اليقين بشأن إمكانية الردة  التي أزالوها في الوثيقة التي قدموها رسميًا في سينودس دورت، باسم «رأي المحتجين» (1618).
وقع أربعة وأربعون خادما (معظمهم من مقاطعة هولندا) على الاحتجاج، وفي 14 يناير 1610 تم تقديمه إلى يوهان فان أولدينبارنيفيلت. (بسبب هذه الوثيقة أصبح أتباع أرمينيوس معروفين باسم المحتجين. احتفظ أولدينبارنيفيلت بالاحتجاج لفترة طويلة بشكل غير عادي ولم يتم تقديمه حتى يونيو 1610 بصيغة معدلة إلى ولايات هولندا. «أرسلت الولايات المواد الخمسة إلى جميع الفصول، ومنعتهم من التقدم أعلى في امتحاناتهم للرسامة. وغني عن القول أن معظم الفصول لم تنتبه إلى هذا الحظر بأقل قدر».
في محاولة أخرى لتجنب سنودس إقليمي، عقدت الولايات مؤتمر لاهاي الذي استمر من 11 مارس إلى 20 مايو 1611 (مع فترات استراحة). في هذا المؤتمر قدم مندوبو معارضي أرمينيوس ردًا على الاحتجاج، يسمى الاحتجاج المضاد.
كان من المؤثرين الرئيسيين بين أتباع أرمينيوس (الذين يُطلق عليهم الآن اسم ريمونسترانتيون) هو صديق أرميني المقرب والقسيس المصلح الروماني الكاثوليكي جان أويتنبوغارت والمحامي هوغو غروتيوس والباحث سيمون إبيسكوبيوس. نظرًا لوجهة نظر الممحتجين إلى سيادة السلطات المدنية على شؤون الكنيسة، فقد خرج الملك جيمس الأول ملك إنجلترا لدعم الاحتجاج (لاحقًا انضم إلى خصومهم ضد كونراد فورستيوس).
خلف الجدل اللاهوتي كان هناك جدل سياسي بين الأمير موريس القائد العسكري القوي، ومعلمه السابق يوهان فان أولدينبارنيفيلت الذي يعتبر ممثل السلطة المدنية. أراد موريس الذي كان لديه ميول كالفينية الحرب مع عدو هولندا، إسبانيا الرومانية الكاثوليكية. أراد أولدينبارنيفيلت السلام مع أرمينيوس وأتباعه.
يعتقد العديد من المؤرخين أن العديد من المسؤولين المدنيين الذين وقفوا إلى جانب المحتجين فعلوا ذلك بسبب موقفهم المشترك من تفوق الدولة على الكنيسة وليس بسبب أفكار عقائدية أخر.
في السنوات التي أعقبت وفاة أرمينيوس، أصبح موريس مقتنعًا بأن أولدنبارنفلت (وبالاشتراك مع الأرمينيانيين) كان لديهم تعاطف كاثوليكي قوي وكانوا يعملون على تسليم هولندا إلى إسبانيا. كتأمين استبدل موريس وميليشياته بشكل منهجي وقسري القضاة المحتجين بقضاة كالفينيين. وهكذا، عندما دعت الدولة العامة إلى المجمع الكنسي في عام 1618، كانت نتائجه محددة سلفًا. ألقي القبض على أولدنبارنفلت وغروتيوس، وعقد السنودس في دورت.
ضم سينودس دورت هذا ممثلين كالفينيين من بريطانيا العظمى وسويسرا وألمانيا وفرنسا، على الرغم من رفض قبول الأرمينيانيين. تمكن ثلاثة مندوبين أرمينيانيين من أوتريخت من الحصول على مقاعد، لكن سرعان ما تم طردهم واستبدالهم بمناوبين كالفينيين.
كان السنودس أسلوب تمثيل ستة مقابل ستة استمر على مدى ستة أشهر وعقد 154 اجتماعاً. قرر السنودس في نهاية المطاف أن تعاليم أرمينيوس كانت هرطقة، مما أعاد التأكيد على الاعتراف البلجيكي وتعليم هايدلبرغ باعتباره عباراته الأرثوذكسية عن العقيدة. كانت إحدى نتائج السنودس هي تشكيل النقاط الخمس للكالفينية كرد مباشر على النقاط الخمسة للمحتجين.
يقدم روبرت بيسيريلي هذا الملخص لتداعيات سينودس دورت:
بعد ذلك بقليل وبعد وفاة موريس، منحت الدولة العفو للمحتجين ومنحتهم حرية اتباع معتقدهم بسلام لبناء الكنائس والمدارس. أُنشئت المدرسة اللاهوتية البارزة في أمستردام، وكان سيمون ابيسكوبيوس وغروتيوس من بين أساتذتها الأوائل. لقد تحول كل من الإكليريكية والكنيسة اليوم عن لاهوت مؤسسيهما.

### السياسة الإنجليزية في القرن السابع عشر
كان مجتمع ستيوارت المبكر مجتمعا دينيًا، وكان الدين في ذلك الوقت سياسيًا. نجح الملك جيمس الأول في إدارة الصراعات الدينية في معظم سنوات عقد 1610، لكن معظم البروتستانت حافظوا على خوفهم من الكاثوليكية. على الرغم من أن الأرمينيانيين كانوا بروتستانت، فقد كان يُنظر إليهم على أنهم أقل عداء للكاثوليكية من الكالفينيين. انتقل جيمس الأول في البداية لإبقائهم خارج مملكته، ودعم الموقف الرسمي لسنودس دورت.
في عام 1618 بدأت حرب الثلاثين عامًا. لقد كانت حربًا دينية، وأراد العديد من رعايا جيمس (خاصة في البرلمان) أن تخوض مملكته الحرب إلى جانب صهر الملك فريدريك الخامس. جيمس مع ذلك فضل الدبلوماسية. كان أعلى مؤيدي الحرب هم المتشددون، وكانوا عمومًا كالفينيين أرثوذكس. يعتقد بعض العلماء أن دعم الأرمينيانيين لجهود الملك لمنع الحرب أدى به إلى الترويج لعدد منهم من أجل تحقيق التوازن بين المتشددون. يجادل آخرون بأن هذه الترقيات كانت ببساطة نتيجة لاعتبارات الجدارة: «روّج جيمس للأرمينيانيين لأنهم رجال أكاديميون ومجتهدون وقادرون في أبرشيتهم». في عام 1625 توفي جيمس الأول تاركًا العرش لابنه تشارلز الأول.
دعم تشارلز الأول الأرمينيانيين، واستمر في الاتجاه نحو الترويج لهم وكان تشارلز يميل إلى الترويج للأرمينيانيين فقط. لقد جعلوه في صراع مباشر مع الاسكتلنديين المشيخيين الكالفينيين من كنيسة اسكتلندا. أدت حروب الأساقفة الناتجة إلى اندلاع الحرب الأهلية الإنجليزية، وحروب الممالك الثلاث التي كانت لها جذور معقدة من بينها كانت المعتقدات الدينية عاملاً رئيسياً.

## الكالفينيون ذوو النقاط الأربع

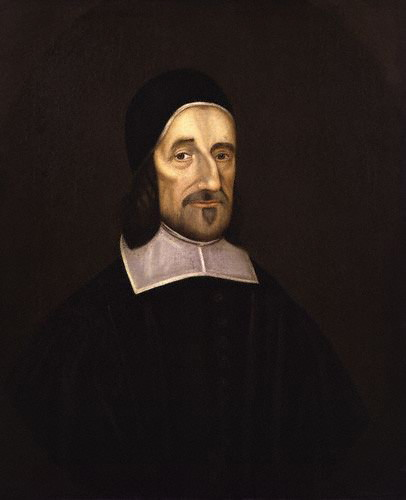
ريتشارد باكستر (1615–1691)، والد الكنيسة المشيخية الإنجليزية وأكثر المدافعين شهرة عن الكالفينية ذات النقاط الأربع

يدعي من يسمون بـ «الكالفينيون ذوو النقاط الأربع» أن عقيدة الكفارة المحدودة ليست كتابية وأن كالفن أو سنودس دورت لم يقرها أبدًا.
الكالفينيون ذوو الأربع نقاط يقبلون التمييز الذي وضعه في البداية بيتر لومبارد والذي تبناه لاحقًا توما الأكويني بأن الكفارة كانت كافية للعالم بأسره ولكنها فعالة فقط للمختارين. بعبارة أخرى، موت المسيح يكفر عن العالم كله (يكفي التكفير عن خطايا العالم كله)، لكن فوائد موت المسيح تنطبق فقط على المختارين.
يجادل الكالفينيون ذوو النقاط الأربع بأن كالفن تبنى هذا الموقف عندما كتب أنه «من الحقائق أيضًا وبدون جدل أن المسيح كفر عن خطايا العالم بأسره». كما أنهم يعتقدون أن موقف النقاط الأربع قد أقره سنودس دورت بموجب المادة 3 من النقطة الرئيسية الثانية في العقيدة حيث أعلن السنودس أن «موت ابن الله هو التضحية والتكفير الكامل عن الخطايا. ذو قيمة لا نهائية، أكثر من كافية للتكفير عن خطايا العالم كله.»
هذا هو الموقف الذي أكده ريتشارد باكستر زعيم الكنيسة المشيخية الإنجليزية في جداله الشهير مع زعيم جماعة الأبراشيين الإنجليز جون أوين.

## المنهجية المبكرة

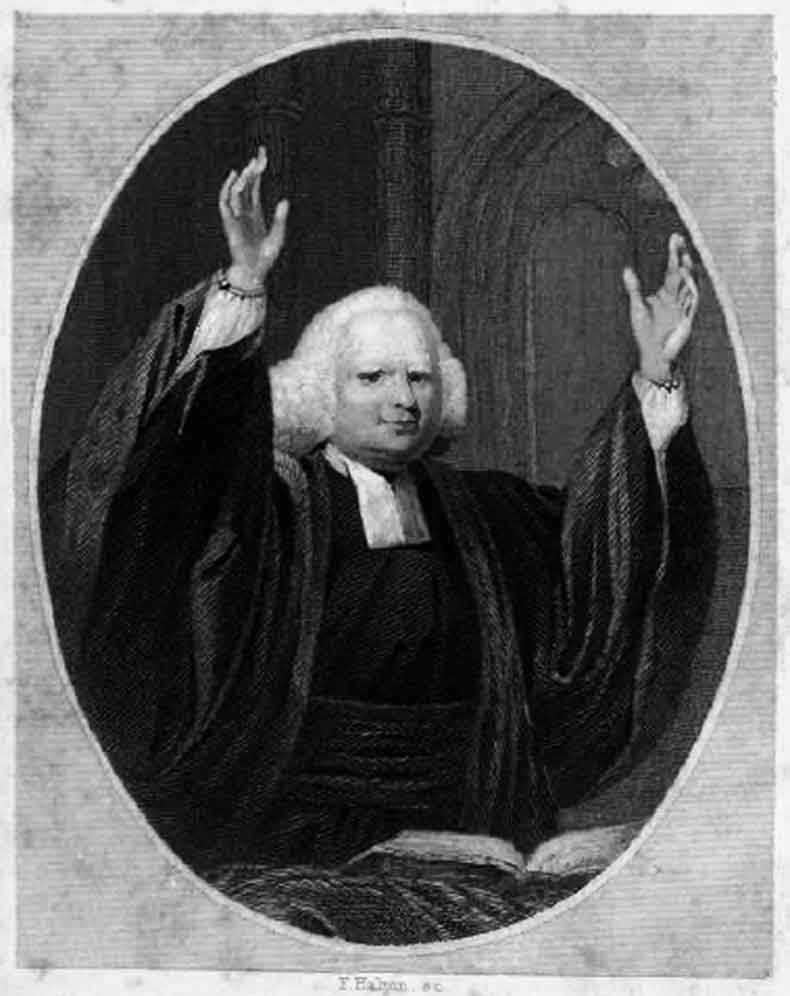
تعاون جورج وايتفيلد (1714-1770) مع جون ويسلي في تأسيس المنهجية، لكنه ظل كالفينيًا وانفصل عن ويسلي عندما أصبح ويسلي أرمينيًا.

لعبت هذه القضايا اللاهوتية دورًا مثيرًا للانقسام في التاريخ المبكر للميثودية في القرن الثامن عشر. جرت مناقشات ساخنة حول الأرمينيانية بين الخدام الميثوديين جون ويسلي وجورج وايتفيلد. من عام 1740 انفصل ويسلي عن الكالفينية. في سبعينيات القرن الثامن عشر حدث نقاش حاد للغاية بين ويسلي وأوغسطس توبلادي.
كان ويسلي نصيرا لتعاليم أرمينيوس، حيث دافع عن علمه الخلاصي فيي كتبه ومقالاته. دافع عن ارمينيوس ضد تهم شبه البيلاجيانية، متمسكًا بقوة بالمعتقدات الخاصة بالخطيئة الأصلية والفساد الكلي. في الوقت نفسه هاجم ويسلي الحتمية التي ادعى أنها تتميز بالاختيار غير المشروط وحافظ على الإيمان بالقدرة على فقدان الخلاص.

## الفروق المذهبية البروتستانتية
حتى يومنا هذا، الميثودية وفروع المذهب: الخمسينية، السبتيين والموجة الثالثة، جنباً إلى جنب مع المعمدانيين العامين، عادة ما يشتركون مع الأرمينيانية، في حين أن المشيخيون، والكنائس المصلحة، والمعمدانيون المصلحون، وغيرهم يؤيدون الكالفينية. إلى حد كبير بسبب أصولها في ألمانيا والدول الاسكندنافية بدلاً من الجزر البريطانية أو هولندا، لم تكن اللوثرية متورطة في النزاع، ولا تدعم العقيدة اللوثرية الرسمية أيًا من المجموعتين تمامًا، مفضلة بدلاً من ذلك صياغاتها العقائدية الخاصة حول علاقة حرية الإنسان بالسيادة الإلهية.

## آراء الروم الكاثوليك
ظلت الكاثوليكية الرومانية بعد الإصلاح إلى حد كبير خارج النقاش، على الرغم من استمرار وجهات النظر التوماوية والمولينية داخل الكنيسة. لا تزال ثيوديسيا أوغسطينوس وتلك العناصر التي تأثر فيها كالفن بأوغسطينوس، هي نظرية الخلاص السائدة في الكاثوليكية الرومانية. أيضًا كان ينظر إلى الينسينية من قبل الكثيرين على أنها تشبه إلى حد بعيد العقيدة الكالفينية، وقد أدانتها الكنيسة الكاثوليكية على هذا النحو في أواخر القرن السابع عشر.

## وجهات النظر الأرثوذكسية الشرقية
تم استدعاء سنودس للكنائس الأرثوذكسية الشرقية في القدس عام 1672 لدحض محاولات التعدي على الكالفينية البروتستانتية. سنودس أورشليم (1672) يُشار إليه أيضًا باسم اعتراف دوسيتيوس عام 1672،  رفض بشدة الصياغات الكالفينية ووصفها بأنها بدعة. وجاء في جزء منه،
في نفس الوثيقة، نبذ المجمع الكنسي كالفن بالاسم وأعلن لعنة على أي شخص يعلّم أن الله قدّر أي شخص مسبقًا للشر أو الجحيم.